# Франц Моріц фон Лассі
Граф Франц Моріц фон Лассі (на російській службі рос. Франц Мориц фон Ласси; нім. Franz Moritz Graf von Lacy, 21 жовтня 1725 р., м. Санкт-Петербург — 24 листопада 1801 р., м. Відень) — видатний австрійський воєначальник часів Семирічної війни, що носив чин генерал-фельдмаршала. Син російського фельдмаршала Петра Лассі. Власник Галліцінберга під Віднем.

## Біографія
Франц-Моріц походив з родини з ірландсько-балтійським корінням: третій, молодший син з восьми дітей графа Лассі, ірландського норманна, від його шлюбу з балтійської німкенею графинею Мартою Філіппіною фон Лёзер, вдовою графа фон Функ. Дитинство провів у Санкт-Петербурзі та Ризі. У віці дванадцяти років, як і старші брати, відправлений батьком, що бажав, щоб його сини робили кар'єру самостійно, а не за рахунок становища батьків, за кордон. Два роки навчання в заснованої в 1708 році кавалерійської школі в Лігниці (в той час — Австрія), завершення військової освіти в Інженерній академії у Відні.
Вихід з російської служби в 1743 році, в тому ж році вступає прапорщиком (нім. Fähnrich) до австрійського піхотного полку Броуна. Як ад'ютант фельдмаршал-лейтенанта Броуна бере участь у Війні за австрійську спадщину. Бойове хрещення отримав в невдалій спробі штурму італійської фортеці Веллетри в ніч з 10 на 11 серпня 1744 року. Отримав штикове поранення при облозі Веллетри 29 жовтня 1744 року. Тоді ж був підвищений до капітана (нім. Hauptmann). За виявлену доблесть в битві при П'яченці 16 червня 1746 отримав звання майора. Брав участь в битві при Роттофредо і облозі Генуї.
Після війни кар'єра Лассі розвивається не менш успішно: в березні 1749 рік став підполковником, з 1753 по 1756 роки командував полком, розквартированим в Богемії.

## Семирічна війна
З початком Семирічної війни (1756—1763) Лассі відзначився в битві при Лобозіце 1 жовтня 1756 року, де, на загальну думку сучасників, саме йому зобов'язана була австрійська армія своїм порятунком. Отримав звання генерал-фельдвахтмейстери, в наступному, 1757 році, за Бреслау (22 листопада) — фельдмаршал-лейтенант і генерал-квартирмейстер.
За перемогу над пруссаками при Хохкірхе 14 жовтня 1758 року, де Лассі належить диспозиція битви, нагороджений Великим хрестом ордена Марії Терезії (честь, якої за всю історію Австрії удостоїлися лише двадцять воєначальників).
20 листопада 1759 року Лассі з 17 000 солдатів вдається повністю оточити і примусити до здачі 15 тисячний корпус прусського генерала Фінка при Максене. За цю блискучу перемогу, що поставила Фрідріха II, який мав гостру нестачу солдатів, в надзвичайно скрутне становище, Лассі отримав звання генерал-фельдцейхмейстера.
У жовтні 1760, разом з російськими генералами Г. К. Г. Тотлебеном, З. Г. Чернишовим і П. І. Паніним, брав участь в експедиції на Берлін. Відмовившись визнати умови капітуляції, підписані Тотлебеном, і, вимагаючи частки для австрійців у військовій здобичі, — Лассі мало не силою ввів свої війська до Берліна і, вважаючи себе обділеним, розпустив їх до такої міри, що Тотлебен був змушений ввести в місто додаткові російські підрозділи з наказом, у разі необхідності, стріляти по австрійських союзниках.
З 1762 року Лассі командував крилом австрійської армії. Відмовився від чину генерал-фельдмаршала, не бажаючи обходити свого друга, старшого за званням.

## Президент Гофкрігсрату
З 1763 року — член вищого військового органу імперії, Гофкрігсрату (Придворна військова рада), генерал-інспектор піхоти. З 1766 року і по 1774 рік фельдмаршал Лассі — Президент Гофкрігсрату. На цій посаді він отримав репутацію успішного і далекоглядного реформатора. Реформи Лассі зачіпають всі сторони життя армії, від комплектування до фінансування. Заслугою Лассі вважається, серед іншого, установа навчальних таборів.
У 1770 році нагороджений Орденом Золотого руна. З 1794 року є канцлером ордена Марії-Терезії. Один з найближчих радників Йосипа II, з яким зблизився під час Війни за баварську спадщину.
Полководська кар'єра складається на схилі віку Лассі не зовсім гладко. Так, під час війни з Туреччиною 1788—1789 років він після низки невдач був змушений поступитися верховним командуванням. Піддавався критиці за свою надмірно обережну тактику.
У 1790-ті роки поступово відходить від справ, не маючи ні сім'ї, ні дітей, живе замкнутим і самотнім життям в своєму Нойвальдегському замку..
Родовий маєток російської гілки сімейства Лассі, від якої граф Франц Моріц Лассі веде своє походження, знаходився на території сучасної Білорусі. Нащадки російських Лассі, які втекли в 1939 році з Білорусі під час  наближення Червоної армії, проживають нині в Польщі і Аргентині.
Одна з сестер Франца Лассі — Хелен — була одружена з російським фельдмаршалом, пізніше ризьким губернатором, графом Ю. Ю. Брауном. Її син, граф Георг Браун, похований у Відні разом зі своїм знаменитим дядьком, графом Лассі.